# Saison 6 de The Office
Chronologie
Saison 5 Saison 7
La sixième saison de The Office, comédie télévisée américaine créée par Ricky Gervais et Stephen Merchant, est diffusée du 17 septembre 2009 au 20 mai 2010 aux États-Unis sur NBC. La saison comporte 26 épisodes, dont 22 épisodes d'une demi-heure et deux épisodes d'une heure.
Adaptation américaine développée par Greg Daniels de la série télévisée britannique du même nom, The Office met en scène sous forme de documenteur le quotidien d'employés de bureau de l'entreprise de papier fictive Dunder Mifflin, située à Scranton en Pennsylvanie. La distribution principale est composée de Steve Carell, Rainn Wilson, John Krasinski, Jenna Fischer et B. J. Novak. Les seconds rôles sont interprétés par Ed Helms, Melora Hardin, Leslie David Baker, Brian Baumgartner, Creed Bratton, Kate Flannery, Mindy Kaling, Angela Kinsey, Paul Lieberstein, Oscar Nuñez, Craig Robinson et Phyllis Smith.
La saison est jugée par plusieurs critiques comme plus faible que les saisons précédentes, malgré des critiques généralement favorables. La saison se classe en cinquante-deuxième position des séries télévisées les plus regardées au cours de la saison télévisuelle 2009-2010 aux États-Unis avec une moyenne de 7,80 millions de téléspectateurs par épisode, marquant une forte baisse d'audience par rapport à la saison précédente qui comptait une moyenne de neuf millions de téléspectateurs.
La sixième saison de The Office est diffusée le jeudi à 21 heures (heure de l'Est) aux États-Unis. La saison sort en DVD chez Universal Pictures Home Entertainment dans un coffret de quatre disques dans la région 1 le 7 septembre 2010. Le coffret DVD contient les 26 épisodes de la saison, ainsi que des commentaires des créateurs, des scénaristes, des acteurs et des réalisateurs sur certains des épisodes. Il contient également des scènes coupées de tous les épisodes et un bêtisier.

## Synopsis
La série met en scène le quotidien des employés de bureau d'une société de vente de papier, Dunder Mifflin, à Scranton en Pennsylvanie, au travers de personnages hétérogènes et des relations, amitiés, amours et événements de leur vie.

## Distribution

### Acteurs principaux
- Steve Carell (VF : Constantin Pappas) : Michael Scott, directeur régional de la succursale de Scranton de Dunder Mifflin[2]. Librement inspiré de David Brent, incarné par Ricky Gervais dans la version britannique[3], Scott est un homme ignorant et solitaire, qui tente de se faire des amis en amusant ses employés, au risque de se ridiculiser.
- Rainn Wilson (VF : Philippe Siboulet) : Dwight Schrute, le représentant commercial le plus performant du bureau, inspiré de Gareth Keenan[4].
- John Krasinski (VF : Stéphane Pouplard) : Jim Halpert, un représentant commercial farceur, inspiré de Tim Canterbury, qui est amoureux de Pam Beesly, la réceptionniste[5].
- Jenna Fischer (VF : Amélie Gonin) : Pam Beesly, basée sur Dawn Tinsley. Elle est une réceptionniste timide, souvent de mèche avec Jim pour faire des farces à Dwight[6].
- B. J. Novak (VF : Thibaut Belfodil) : Ryan Howard, qui avait précédemment quitté Dunder Mifflin pour se rendre en Thaïlande, avant d'être réengagé par la Michael Scott Paper Company dans la cinquième saison. Après s'être fait des ennemis auprès de Jim, récemment promu, Ryan est transféré dans un bureau dans un placard.
- Ed Helms (VF : Olivier Cordina) : Andy Bernard, qui apparaît régulièrement dans la série depuis le début de sa troisième saison, et qui est ajouté à la distribution principale à partir de l'épisode La Fusion.

### Acteurs secondaires
- Leslie David Baker (VF : Bruno Henry) : Stanley Hudson, un vendeur grincheux.
- Brian Baumgartner (VF : Yves-Henri Salerne) : Kevin Malone, un comptable simple d'esprit.
- Creed Bratton (VF : Frédéric Cerdal) : Creed Bratton, le responsable mystérieux de l'assurance qualité du bureau.
- Kate Flannery (VF : Marie-Christine Robert) : Meredith Palmer, représentante des relations d'approvisionnement alcoolique et désinhibée.
- Mindy Kaling (VF : Audrey Sablé) : Kelly Kapoor, la représentante du service clientèle obsédée par la culture pop.
- Ellie Kemper (VF : Lydia Cherton) : Erin Hannon, la réceptionniste et le nouvel amour d'Andy.
- Angela Kinsey (VF : Josy Bernard) : Angela Martin, une comptable autoritaire amoureuse de Dwight.
- Paul Lieberstein (VF : Martin Brieuc) : Toby Flenderson, représentant des ressources humaines au regard triste qui est parti au Costa Rica dans le dernier épisode de la quatrième saison et qui revient pour remplacer Holly Flax.
- Oscar Nuñez (VF : Tony Joudrier) : Oscar Martinez, un comptable intelligent.
- Craig Robinson (VF : Pascal Vilmen) : Darryl Philbin, responsable de l'entrepôt.
- Phyllis Smith (VF : Marie-Martine) : Phyllis Lapin, une vendeuse timide et sympathique.

### Invités spéciaux
- Kathy Bates (VF : Denise Metmer) : Jo Bennet, la PDG de Sabre Industries.

### Acteurs récurrents
- Andy Buckley (VF : Jacques Faugeron) : David Wallace, le directeur financier de Dunder Mifflin.
- Linda Purl (VF : Céline Monsarrat) : Helene Beesly, la mère de Pam, déjà apparue dans l'épisode Harcèlement sexuel de la saison 2, bien que le rôle ait été redistribué[7] à Purl, qui apparaît pour la première fois dans Niagara, et fait deux autres apparitions[8].
- Bobby Ray Shafer (VF : Richard Leroussel) : Bob Vance, le mari de Phyllis, qui dirige Vance Refrigeration.
- Kelen Coleman (VF : Bénédicte Bosc) : Isabel Poreba, l'amie de Pam qui s'intéresse à Dwight.
- Sam Daly (VF : Jérôme Frossard) : Matt, un employé de l'entrepôt dont est amoureux Oscar.
- Zach Woods (VF : Benjamin Pascal) : Gabe Lewis, directeur des ventes de Sabre.
- Nelson Franklin (VF : Jérôme Frossard) : Nick, le responsable informatique.
- Amy Pietz (VF : Martine Irzenski) : Donna, qui trompe son mari avec Michael.
- Hugh Dane (VF : Richard Leroussel) : Hank Tate, le gardien de l'immeuble.

### Invités notables
- Max Carver : Eric, un stagiaire.
- Anna Camp (VF : Frédérique Marlot) : Penny Beesly, la sœur de Pam.
- Rick Overton : William Beesly, le père de Pam.
- David Costabile : Eric Ward, banquier d'affaires.
- David Koechner (VF : Fabrice Lelyon) : Todd Packer, un vendeur itinérant grossier et offensif, et le meilleur ami de Michael.
- Christian Slater (VF : Xavier Beja) : lui-même, animant une vidéo de bienvenue de Sabre.

 Source et légende : version française (VF) sur RS Doublage et Allodoublage.

## Production
La sixième saison de The Office est produite par Reveille Productions et Deedle-Dee Productions, en association avec NBC Universal Television Studios. La série est basée sur la série britannique du même nom créée par Ricky Gervais et Stephen Merchant, tous deux producteurs délégués des versions américaine et britannique. The Office est produite par Greg Daniels, qui en est également le producteur délégué. Daniels joue un rôle limité dans cette saison, ne coécrivant qu'un épisode et n'en réalisant qu'un autre, car occupé à écrire sa nouvelle série, Parks and Recreation. Il coécrit celle-ci avec le scénariste et producteur de The Office, Michael Schur, qui a quitté l'équipe de scénaristes de la série après sa quatrième saison pour se consacrer à sa nouvelle série,. Parmi les scénaristes de la saison précédente, on retrouve Mindy Kaling, B. J. Novak, Paul Lieberstein, Lee Eisenberg, Gene Stupnitsky, Brent Forrester, Justin Spitzer, Jennifer Celotta, Aaron Shure, Charlie Grandy, Warren Lieberstein et Halsted Sullivan. Les nouveaux scénaristes de la sixième saison sont Daniel Chun, Jason Kessler (qui a travaillé en tant que de coordinateur de script) et Jonathan Hughes (qui a déjà écrit plusieurs webisodes de The Office). Paul Lieberstein est producteur délégué et showrunner de la série. Kaling, Novak, Eisenberg, Stupnitsky et Shure sont quant à eux coproducteurs délégués, Celotta et Forrester producteurs consultants, Chun producteur superviseur et Spitzer, Grandy, Warren Lieberstein et Halsted Sullivan sont producteurs.
Cette saison comporte 26 épisodes réalisés par 20 réalisateurs. Paul Feig, Randall Einhorn et Seth Gordon réalisent tous plusieurs épisodes de la saison, ainsi que les scénaristes Jennifer Celotta, Lee Eisenberg et Brent Forrester. Les acteurs B. J. Novak, John Krasinski, Steve Carell, Mindy Kaling et Rainn Wilson réalisent également des épisodes de la saison. Bien que The Office soit principalement filmé sur un plateau de studio aux Valley Center Studios à Van Nuys, en Californie, la ville de Scranton, en Pennsylvanie, où se déroule la série, est utilisée pour réaliser le générique.

## Accueil

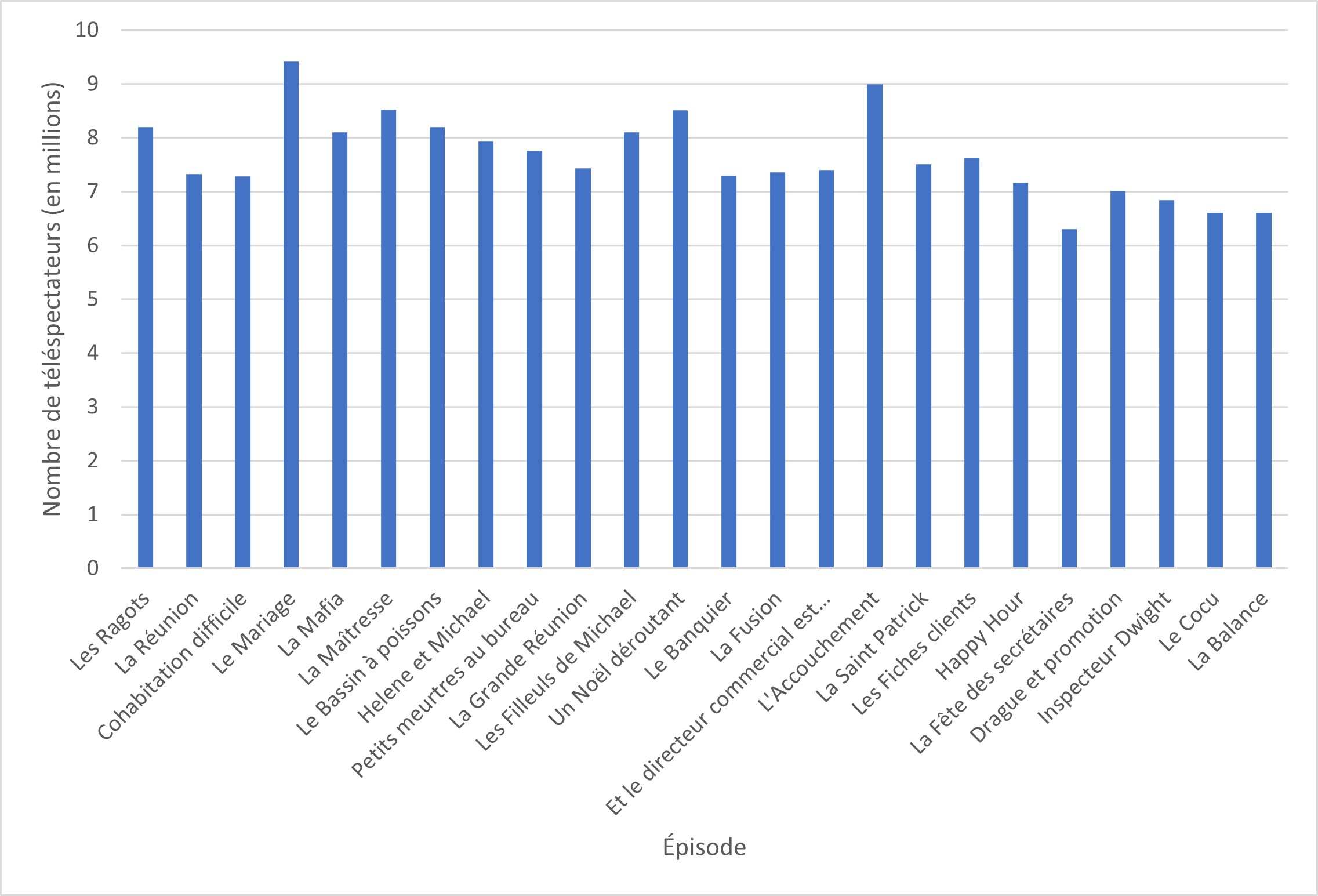
Audiences de la sixième saison de The Office aux États-Unis.

### Audiences
Le premier épisode de la sixième saison, Les Ragots, obtient une part de 4,0 sur l'échelle de Nielsen parmi les téléspectateurs âgés de 18 à 49 ans, ce qui signifie que 4,0 % des téléspectateurs âgés de 18 à 49 ans ont regardé l'épisode. L'épisode est vu par 8,21 millions de téléspectateurs. L'émission se classe 17e dans l'échelle démographique saisonnière des 18-49 ans avec une note moyenne de 4,0 dans cette tranche d'âge. Le nombre de téléspectateurs baisse de 18% par rapport au premier épisode de la cinquième saison, Diète forcée. Le final de la saison, La Balance, est regardé par 6,60 millions de téléspectateurs avec un taux d'audience de 3,4/10% dans la tranche des 18-49 ans, ce qui représente une baisse de 3% par rapport au dernier épisode de la cinquième saison, Le Pique-nique. La saison se classe également 52e rang des séries télévisées les plus regardées au cours de la saison télévisuelle 2009-2010 aux États-Unis avec une moyenne de 7,80 millions de téléspectateurs.

### Critiques
La sixième saison reçoit des critiques généralement favorables, avec un score global de 78/100 sur Metacritic. Cependant, certains critiques identifient un déclin de la qualité par rapport aux saisons précédentes. La saison est principalement critiquée pour son manque d'enjeux pour ses personnages,. Certains critiques déplorent également la conclusion de l'histoire d'amour entre Jim et Pam, tandis que d'autres critiquent le manque de développement de Michael. Cindy White d'IGN accorde une note de 7,5 à la saison en disant qu'elle est « bonne » et « Nous avons eu quelques moments drôles et quelques bons épisodes dans la saison 6, mais dans l'ensemble, elle ne se compare pas à la force des saisons précédentes »,. Elle critique aussi certaines intrigues de la saison, notamment celle autour de la promotion de Jim au poste de co-directeur. Pour Will Leitch de New York, « la saison 6 de The Office est généralement drôle et a toujours un grand cœur, mais il n'y a jamais beaucoup d'enjeux »,. Darren Franich, rédacteur d'Entertainment Weekly, considère cette saison comme la « moins cohérente » de la série.

### Distinctions
La série reçoit de nombreuses nominations. Elle est nommée au prix de la série télévisée de comédie de l'année lors de la 36e cérémonie des People's Choice Awards, mais perd face à The Big Bang Theory. Elle est aussi nommée pour le Screen Actors Guild Award de la meilleure distribution pour une série télévisée comique pour la quatrième fois à la 16e cérémonie des Screen Actors Guild Awards, mais le prix revient finalement à Glee. Elle est également nommée pour deux prix aux Writers Guild of America Awards 2009 : meilleure série télévisée comique et le meilleur épisode comique pour Les Ragots écrit par Paul Lieberstein. Cette saison est nommée quatre fois aux 62e Primetime Emmy Awards : meilleure série télévisée comique, meilleur acteur dans une série télévisée comique dans une série comique (Steve Carell), meilleur scénario pour une série télévisée comique (Greg Daniels et Mindy Kaling pour Niagara) et meilleur mixage sonore pour une série télévisée comique, dramatique (demi-heure) ou d'animation.

## Liste des épisodes

### Épisode 1:Les Ragots
- États-Unis : 17 septembre 2009[33]
- France : 21 avril 2011[34]

- États-Unis : 8,20 millions de téléspectateurs[35]

### Épisode 2:La Réunion
- États-Unis : 24 septembre 2009[33]
- France : 21 avril 2011[34]

- États-Unis : 7,33 millions de téléspectateurs[35]

### Épisode 3:Cohabitation difficile
- États-Unis : 1er octobre 2009[33]
- France : 28 avril 2011[34]

- États-Unis : 7,28 millions de téléspectateurs[35]

### Épisodes 4 et 5:Le Mariage
- États-Unis : 8 octobre 2009[33]
- France : 28 avril 2011[34]

- États-Unis : 9,42 millions de téléspectateurs[35]

### Épisode 6:La Mafia
- États-Unis : 15 octobre 2009[33]
- France : 5 mai 2011[34]

- États-Unis : 8,10 millions de téléspectateurs[35]

### Épisode 7:La Maîtresse
- États-Unis : 22 octobre 2009[33]
- France : 12 mai 2011[34]

- États-Unis : 8,52 millions de téléspectateurs[35]

### Épisode 8:Le Bassin à poissons
- États-Unis : 29 octobre 2009[33]
- France : 12 mai 2011[34]

- États-Unis : 8,20 millions de téléspectateurs[35]

### Épisode 9:Helene et Michael
- États-Unis : 5 novembre 2009[33]
- France : 19 mai 2011[34]

- États-Unis : 7,94 millions de téléspectateurs[35]

### Épisode 10:Petits meurtres au bureau
- États-Unis : 12 novembre 2009[33]
- France : 19 mai 2011[34]

- États-Unis : 7,76 millions de téléspectateurs[35]

### Épisode 11:La Grande Réunion
- États-Unis : 19 novembre 2009[33]
- France : 26 mai 2011[34]

- États-Unis : 7,43 millions de téléspectateurs[35]

### Épisode 12:Les Filleuls de Michael
- États-Unis : 3 décembre 2009[33]
- France : 26 mai 2011[34]

- États-Unis : 8,10 millions de téléspectateurs[35]

### Épisode 13:Un Noël déroutant
- États-Unis : 10 décembre 2009[33]
- France : 2 juin 2011[34]

- États-Unis : 8,51 millions de téléspectateurs[35]

### Épisode 14:Le Banquier
Pour les articles homonymes, voir Le Banquier (homonymie).
- États-Unis : 21 janvier 2010[33]
- France : 2 juin 2011[34]

- États-Unis : 7,29 millions de téléspectateurs[35]

- David Costabile

### Épisode 15:La Fusion
- États-Unis : 4 février 2010[33]
- France : 9 juin 2011[34]

- États-Unis : 7,36 millions de téléspectateurs[35]

- Christian Slater (lui-même)

### Épisode 16:Et le directeur commercial est...
- États-Unis : 11 février 2010[33]
- France : 9 juin 2011[34]

- États-Unis : 7,40 millions de téléspectateurs[35]

### Épisode 17 et 18:L'Accouchement
- États-Unis : 4 mars 2010[33]
- France : 16 juin 2011[34]

- États-Unis : 9 millions de téléspectateurs[35]

### Épisode 19:La Saint Patrick
- États-Unis : 11 mars 2010[33]
- France : 23 juin 2011[34]

- États-Unis : 7,51 millions de téléspectateurs[35]

### Épisode 20:Les Fiches clients
- États-Unis : 18 mars 2010[33]
- France : 23 juin 2011[34]

- États-Unis : 7,63 millions de téléspectateurs[35]

### Épisode 21:Happy Hour
- États-Unis : 25 mars 2010[33]
- France : 30 juin 2011[34]

- États-Unis : 7,17 millions de téléspectateurs[35]

### Épisode 22:La Fête des secrétaires
- États-Unis : 22 avril 2010[33]
- France : 30 juin 2011[34]

- États-Unis : 6,30 millions de téléspectateurs[35]

### Épisode 23:Drague et promotion
- États-Unis : 29 avril 2010[33]
- France : 7 juillet 2011[34]

- États-Unis : 7,01 millions de téléspectateurs[35]

### Épisode 24:Inspecteur Dwight
- États-Unis : 6 mai 2010[33]
- France : 7 juillet 2011[34]

- États-Unis : 6,84 millions de téléspectateurs[35]

### Épisode 25:Le Cocu
- États-Unis : 13 mai 2010[33]
- France : 14 juillet 2011[34]

- États-Unis : 6,60 millions de téléspectateurs[35]

### Épisode 26:La Balance
Pour les articles homonymes, voir balance.
- États-Unis : 20 mai 2010[33]
- France : 21 juillet 2011[34]

- États-Unis : 6,60 millions de téléspectateurs[35]

## Sortie en vidéo
| The Office: The Complete Sixth Season | | | | | | | |
| Détails, | Détails, | Détails, | Détails, | Caractéristiques, | Caractéristiques, | Caractéristiques, | Caractéristiques, |
| - 26 épisodes - Coffret de cinq disques - Aspect ratio 1.78:1 - Langues : - Anglais (Dolby Digital 5.1 Surround) - Sous-titres : - Anglais, Espagnol | - 26 épisodes - Coffret de cinq disques - Aspect ratio 1.78:1 - Langues : - Anglais (Dolby Digital 5.1 Surround) - Sous-titres : - Anglais, Espagnol | - 26 épisodes - Coffret de cinq disques - Aspect ratio 1.78:1 - Langues : - Anglais (Dolby Digital 5.1 Surround) - Sous-titres : - Anglais, Espagnol | - 26 épisodes - Coffret de cinq disques - Aspect ratio 1.78:1 - Langues : - Anglais (Dolby Digital 5.1 Surround) - Sous-titres : - Anglais, Espagnol | - Commentaires des acteurs, scénaristes et producteurs sur cinq épisodes - Scènes coupées - Bêtisier - Vidéo exclusive : « Bienvenue chez Sabre ! » - Promo « The Office » - Promo Jeux Olympiques - Webisodes : « Le podcast » | - Commentaires des acteurs, scénaristes et producteurs sur cinq épisodes - Scènes coupées - Bêtisier - Vidéo exclusive : « Bienvenue chez Sabre ! » - Promo « The Office » - Promo Jeux Olympiques - Webisodes : « Le podcast » | - Commentaires des acteurs, scénaristes et producteurs sur cinq épisodes - Scènes coupées - Bêtisier - Vidéo exclusive : « Bienvenue chez Sabre ! » - Promo « The Office » - Promo Jeux Olympiques - Webisodes : « Le podcast » | - Commentaires des acteurs, scénaristes et producteurs sur cinq épisodes - Scènes coupées - Bêtisier - Vidéo exclusive : « Bienvenue chez Sabre ! » - Promo « The Office » - Promo Jeux Olympiques - Webisodes : « Le podcast » |
| Dates de sortie | | | | | | | |
| Région 1 | Région 1 | Région 1 | Région 1 | Région 2 | Région 2 | Région 2 | Région 2 |
| 7 septembre 2010 | 7 septembre 2010 | 7 septembre 2010 | 7 septembre 2010 | 29 mars 2011 | 29 mars 2011 | 29 mars 2011 | 29 mars 2011 |

### Citations originales
1. ↑  (en) « Good ».
2. ↑  (en) « We did get some funny moments and some good episodes in Season 6, but as a whole it just doesn't compare to the strength of seasons past ».
3. ↑  (en) « The Office's season six was usually funny and always big-hearted, but there was never much at stake ».
4. ↑  (en) « least cohesive ».